# Gutte, Madhugiri
Gutte là một làng thuộc tehsil Madhugiri, huyện Tumkur, bang Karnataka, Ấn Độ.